# Tetramorium flavithorax
Tetramorium flavithorax är en myrart som först beskrevs av Santschi 1914.  Tetramorium flavithorax ingår i släktet Tetramorium och familjen myror. Inga underarter finns listade i Catalogue of Life.